# 水土保持協會
水土保持協會（英語：Soil and Water Conservation Society，簡稱SWCS）為美國一個專業科學協會。此協會的宗旨為促進對自然資源管理科学與技術之可持續性。此協會成立於1943年，前身為美國土壤保育協會（Soil Conservation Society of America，SCSA），1987年更名為水土保持協會至今。《水土保持學報》為經由水土保持協會同業審查後每隔兩個月出版一次。

## 歷史
美國土壤保育協會成立於1943年，1987年更名為水土保持協會至今。其協會的宗旨為促進對自然資源管理科学與技術之可持續性。
水土保持協會最早的會議紀錄為在1943年2月16日於美國華盛頓哥倫比亞特區所舉行的會議。參與的人士包含：H·H·貝內特（H.H. Bennett）、R·H·馬瑟（R.H. Musser）、A·E·麥克利蒙茲（A.E. McClymonds）、J·H·克里斯（J.H. Christ）、J·C·戴克斯（J.C. Dykes）、A·L·派屈克（A.L. Patrick）、格倫·魯爾（Glenn Rule）、M·L·尼科爾斯（M.L. Nichols）、L·P·梅瑞爾（L.P. Merrill）、C·E·盧克（C.E. Luker）、T·S·布伊（T.S. Buie）以及A·E·瓊斯（A.E. Jones）等人。更早之前為在1941年11月11日，貝內特、馬瑟、麥克利蒙茲及克里斯等四人於芝加哥所舉行的協會籌備會議。

## 外部連結
- Soil and Water Conservation Society （页面存档备份，存于）